# Laid Ouadji
Laid Ouadji (en arabe : لعيد واجي) est un footballeur algérien né le 17 avril 1998 à Oran. Il évolue au poste de milieu défensif au CA Batna.

## Biographie
Il évolue en première division algérienne avec les clubs de l'USM El Harrach et du NA Hussein Dey. Il dispute actuellement 51 matchs en inscrivant un but en Ligue 1.
Il dispute à la Coupe de la confédération saison 2018-19 avec le NAHD. Il joue un seul match dans cette compétition.